# Sulayman I de Pèrsia
|  | No s'ha de confondre amb Solimà I el Magnífic. |

Sulayman I de Pèrsia (persa: شاه سلیمان)  (Esfahan, 1648 - Esfahan, 29 de juliol de 1694) o Sulayman Shah fou xa safàvida de Pèrsia (1666-1694), fill i successor d'Abbas II. La seva mare era circassiana i es deia Nikahat Khatun. El seu nom de naixement fou Safi Mirza i el va portar fins uns mesos després de pujar al tron.

## Biografia
Va viure sempre a l'harem i no se'l va preparar per dirigir al país. El 1666, a la mort del seu pare, i després d'una intriga, fou coronat amb el nom de Safi II de Pèrsia el 30 de setembre de 1666. Justament llavors van començar atacs dels uzbeks i dels cosacs, uns terratrèmols al Comtat de Xirvan i Tabriz i una gran sequera general seguida de la fam de manera que els astròlegs de la cort van considerar que la coronació s'havia fet en un moment no propici i es va optar per una nova coronació. Aquesta va tenir lloc el 20 de març de 1667 i el xa va agafar llavors el nom de Sulayman I de Pèrsia.
En el seu primer període es va dedicar als plaers i va concedir nombrosos favors i feus de manera que va buidar el tresor en poc temps, però després de la segona coronació va canviar i va esdevenir estalviador; va reduir les tropes de la guàrdia reial per evitar despeses i molts càrrecs van quedar vacants durant períodes llargs; el pressupost militar fou escurçat de manera notable; al mateix temps els ingressos augmentaven per la imposició de noves taxes i l'augment dels impostos. Això va afectar l'economia del país i es va estendre la pobresa; les primeres revoltes es van produir a Esfahan el 1670. Es diu que el xa era un alcohòlic i que això l'impulsava a tenir un comportament esbojarrat i cruel. Va refusar les propostes dels estats europeus de formar coalició contra l'Imperi Otomà i no era tant degut a pacifisme, a debilitat o a deixadesa, sinó al fet que l'exèrcit estava ocupat contra els uzbeks a la frontera nord-est i els balutxis a la frontera sud-est.
Sulayman va tractar de redreçar la situació econòmica i va nomenar Shaykh Ali Khan, un funcionari íntegre, com a gran visir (1675-1694). Però les mesures d'aquest sovint no van aconseguir l'aprovació del xa i les que foren aprovades per aquest, com una reforma monetària (1684), no van reeixir. Als darrers anys va formar un consell privat amb els eunucs principals de palau, que sovint va desplaçar al diwan. El xa es va apartar cada vegada més dels afers públics habituals i per consell dels astròlegs estava algunes temporades sense aparèixer (llavors la reina mare Nikahat Khatun i els eunucs eren els verdaders governants). Es van produir algunes incursions dels uzbeks al Khurasan i dels balutxis al Kirman, i es van revoltar Geòrgia, on va deposar Jordi XI de Kartli, i els kurds.
Va morir a palau el 1694 i el va succeir el seu fill Sultan Husayn I.